# 1314 Паула
1314 Паула (1314 Paula) — астероїд головного поясу, відкритий 16 вересня 1933 року.
Тіссеранів параметр щодо Юпітера — 3,569.